# نظام وحدات سنتيمتر غرام ثانية

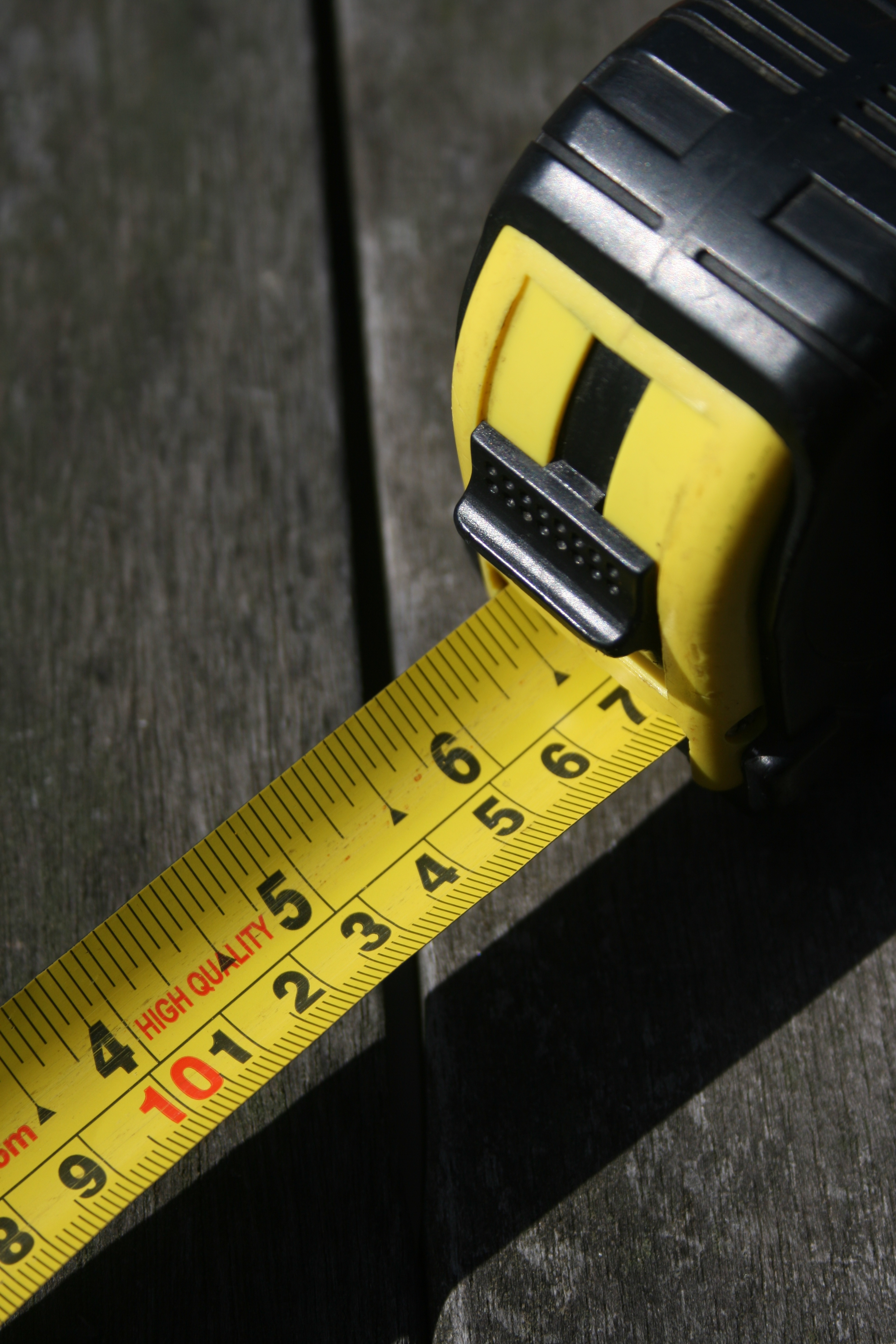

نظام وحدات سنتيمتر غرام ثانية (بالإنجليزية: Centimetre gram second system of units)‏ (اختصاراً CGS سم.غ.ثا) هو نظام متري لوحدات القياس يعتمد على الوحدات التالية: السنتيمتر كوحدة للطول، الغرام كوحدة للكتلة، الثانية كوحدة للزمن.
ابتكر هذا النظام من قبل الجمعية البريطانية لتطوير العلوم عام 1874، واستبدل عام 1889 بنظام آخر وهو نظام وحدات متر كيلوغرام ثانية MKS، والذي بدوره استبدل بنظام الوحدات الدولي SI.
| المقدار         | الرمز | وحدات سم.غ.ثا     | الاختصار | التعريف              | المكافئ في الوحدات الدولية |
| --------------- | ----- | ----------------- | -------- | -------------------- | -------------------------- |
| الطول           | L, x  | سنتيمتر           | سم       | 1/100 من المتر       | = 10−2 م                   |
| الكتلة          | m     | غرام              | غ        | 1/1000 من الكيلوغرام | = 10−3 كغ                  |
| الزمن           | t     | ثانية             | ثا       | 1 ثانية              | = 1 ثا                     |
| السرعة          | v     | سنتيمتر لكل ثانية | سم/ثا    | سم/ثا                | = 10−2 م/ثا                |
| القوة           | F     | داين              | داين     | غ سم / s2            | = 10−5 N                   |
| الطاقة          | E     | إرج               | إرج      | غ سم2 / ثا2          | = 10−7 J                   |
| القدرة          | P     | إرج لكل ثانية     | erg/s    | غ سم2 / ثا3          | = 10−7 W                   |
| الضغط           | p     | بار               | Ba       | غ / (سم ثا2)         | = 10−1 Pa                  |
| لزوجة ديناميكية | η     | بواز              | P        | غ / (سم ثا)          | = 10−1 باسكال.ثانية        |
| العدد الموجي    | k     | كايسر             | سم−1     | سم−1                 | = 100 م−1                  |